# Phaeophyscia endococcinodes
Phaeophyscia endococcinodes är en lavart som först beskrevs av Josef Poelt och fick sitt nu gällande namn av Essl. 
Phaeophyscia endococcinodes ingår i släktet Phaeophyscia och familjen Physciaceae.   Inga underarter finns listade i Catalogue of Life.